# ني دونغ (قرية)
ني دونغ (بالإنجليزية: Nêdong (village))‏ هي معلم جغرافي تقع في الصين في أزمة التبت والصين.[بحاجة لمصدر] يقدر عدد سكانها بـ
- نسمة .